# Helmut Kruse (Kirchenmusiker)
Helmut Kruse (* 18. April 1936 in Nordhausen; † 25. Januar 2009 in Braunschweig) war ein deutscher evangelischer Kirchenmusiker.

## Leben
Kruse wurde als viertes von sieben Kindern (fünf Brüder, eine Schwester) eines lutherischen Pfarrers geboren und wuchs von 1938 bis 1947 in Lingen im Emsland, danach in Helmstedt auf. Sein zweitältester Bruder war der ehemalige Berliner Bischof Martin Kruse.
Helmut Kruse studierte ab Mitte der 1950er Jahre Schulmusik an der Musikhochschule in Freiburg im Breisgau mit dem Hauptfach Orgel in der Meisterklasse von Prof. Walter Kraft. 1960 setzte er seine Studien an der Hochschule für Musik und Theater in Hannover, sowie an der Kirchenmusikschule Hannover fort, wo er 1965 das A-Examen und Konzertexamen für Orgel ablegte.
Helmut Kruse arbeitete schon seit 1963 als Kantor in Hannover, war dann von 1965 bis 1972 Propsteikantor von St. Stephani in Helmstedt. 1965 wurde auf seine Initiative hin die Bachkantorei Helmstedt gegründet, die Kruse bis zu seinem Weggang leitete. 1968 übernahm er auch die Leitung der von ihm mitbegründeten Helmstedter Musikschule. Es folgte ein fünfjähriges Engagement in Rotenburg an der Wümme. 1976 wurde Kruse zum Kirchenmusikdirektor und Domkantor am Braunschweiger Dom ernannt, wo er noch im selben Jahr die Braunschweiger Domsingschule gründete.
Mit den verschiedenen in der Domsingschule zusammengeschlossenen Chören und dem Domkammerorchester, vor allem mit dem Braunschweiger Domchor erarbeitete Kruse ein außerordentlich vielseitiges musikalisches Repertoire, zu dem neben den großen Oratorien von Johann Sebastian Bach, Mozart, Beethoven, Brahms oder Verdi auch weniger bekannte Kompositionen durchaus bedeutender Komponisten zu Gehör gebracht wurden. Dazu gehörten auch thematisch ausgerichtete Veranstaltungen, wie „Ein Wochenende für Rudolf Mauersberger“ zum 100. Geburtstag des Komponisten und Dresdner Kreuzkantors im November 1989, bei dem u. a. das Dresdner Requiem aufgeführt wurde.
Nach seinem Ausscheiden als Domkantor im Jahre 1999 engagierte sich Kruse für die Wiederentdeckung und Wiederaufführung des kompositorischen Werks von Louis Spohr. 2001 gründete er die „Initiative Louis Spohr“, um den „Louis-Spohr-Musikpreis der Stadt Braunschweig“, der zwischen 1953 und 1994 vergeben worden war, wieder einzuführen.
Sein Grab befindet sich auf dem Hauptfriedhof Braunschweig an der Helmstedter Straße, es ist mit einem Grabstein versehen, der den Werken des Bildhauers Gigi Porceddu nachempfunden und von der Keramikerin Gabriele Leonhardt aus Evessen angefertigt wurde.

## Auszeichnungen
1988 erhielt Kruse den Kulturpreis des Landes Niedersachsen.

## Diskografie (Auswahl)
Helmut Kruse als Organist:
- Orgelpunkte – Dom zu Braunschweig.  LP (1981), Musikproduktion Dabringhaus und Grimm – E 1050

Girolamo Cavazzoni – Missa De Beata Virgine
Johann Sebastian Bach – Präludium und Fuge In D-Dur BWV 532
Adolf Friedrich Hesse – Fantasie In F-Moll Op.57/1
Hendrik Andriessen – Toccata
- Der Braunschweiger Dom – Die Glocken und Orgeln.  LP

Johann Sebastian Bach – Praeludium und Fuge G-Dur, BWV 541
Jean-François Dandrieu – O filii et filiae, Variationen über ein altes Osterlied
Dieterich Buxtehude – Magnificat primi toni, BuxWV 203
- Ingeborg Hischer singt im Braunschweiger Dom.  Aufnahmen von 1982 (als LP bei MDG erschienen), mit Ingeborg Hischer (Mezzosopran), Helmut Kruse (Orgel), Wolfgang Kissling (Flöte), Richard Groocock (Violoncello); CD: SICUS Klassik (2009)

André Campra – „Domine, Dominus noster“, Kantate für Sopran, Flöte und Basso continuo
Gian Francesco de Majo – „Sicut cerva, quae per valles“ für Sopran und konzertierende Orgel
Jean Langlais – „Missa «in simplicitate»“ für eine Stimme und Orgel.
Helmut Kruse als Chorleiter:
- Internationales Jugendchorfestival der Zeitgenössischen Chormusik in Rotenburg (Wümme) 1977 - 1998.  6 CD (Verlag Jürgen Binder, Landshut, 1999), darin der Mitschnitt einer Veranstaltung von 1977 mit dem Internationalen Festivalchor Rotenburg / Wümme unter Leitung von Helmut Kruse:

Carl Orff – Carmina Burana
- Festkonzert zum 15-jährigen Bestehen der Braunschweiger Domsingschule, 2 CD (Verlag Jürgen Binder, Landshut, 1993)

Otto Nicolai – Weihnachts-Ouvertüre über den Choral "Vom Himmel hoch, da komm' ich her"
Heinrich von Herzogenberg – „Die Geburt Christi“, Kirchenoratorium für sechs Solostimmen, mehrere Chöre, Gemeinde, Orgel und Orchester, op. 90
Almuth Kroll (Sopran)
Michaela Stumm (Alt)
Jörg Erler (Tenor)
Thilo Himstedt (Tenor)
Werner Kraus (Bass)
Frederick Martin (Bass)
Andreas Pasemann (Orgel)
Kinderkantorei III und IV, Jugendkantorei, Capella der Braunschweiger Domsingschule
Braunschweiger Domchor
Braunschweiger Domkammerorchester
(Mitschnitt einer Aufführung vom 6. Dezember 1992 im Braunschweiger Dom)